# Grzegorz Chwiłoc-Fiłoc
Grzegorz Włodzimierz Chwiłoc-Fiłoc (ur. 1974 w Warszawie) – prawnik, bankowiec, menedżer, działacz społeczny, instruktor harcerski w stopniu harcmistrza.
Absolwent XIII Liceum Ogólnokształcącego im. płk. Leopolda-Lisa Kuli w Warszawie oraz Wydziału Prawa i Administracji Uniwersytetu Warszawskiego. Ukończył studia podyplomowe z zakresu zarządzania i marketingu w Wyższej Szkole Menadżerskiej w Warszawie, jest absolwentem studiów MBA w Wyższej Szkoły Finansów i Zarządzania w Warszawie. 
Prowadził agencję nieruchomości, a następnie swoją karierę zawodową związał z bankowością. Pracował jako ekspert ds. restrukturyzacji i windykacji w kilku bankach polskich. Jest wiceprzewodniczącym zarządu spółki specjalizującej się w restrukturyzacji trudnych wierzytelności.
Instruktor Związku Harcerstwa Polskiego, pełnił liczne funkcje w Hufcu Warszawa-Praga-Północ: był drużynowym 207 Warszawskiej Drużyny Harcerskiej (1990–1991), 206 Warszawskiej Drużyny Harcerskiej „Wiśniowieccy” (1991–1997) i komendantem Szczepu 206 Warszawskich Drużyn Harcerskich i Gromad Zuchowych „Wołodyjowscy” (1997–2004), następnie zastępcą komendanta hufca (1997–1999), instruktorem komendy hufca ds. zagranicznych i koordynatorem pracy jednostek harcerskich działających w dzielnicy Praga-Północ (1998–1999) oraz członkiem kapituły stopni starszoharcerskich. Przez dwie kadencje w okresie 1999–2007 był komendantem hufca, następnie w 2007–2011 – członkiem hufcowej komisji rewizyjnej. Komendant licznych obozów i zimowisk harcerskich. 
W 2006–2010 członek Rady Chorągwi Stołecznej ZHP. Delegat na Zjazdy ZHP w 2001, 2005 i 2007.
W latach 2005–2017 był członkiem Naczelnego Sądu Harcerskiego ZHP, w 2007–2009 był wiceprzewodniczącym NSH ds. orzecznictwa, a 2009–2017 przewodniczącym NSH.
Odznaczony Brązowym Krzyżem Zasługi (2013), Srebrnym (2004) i Złotym (2017) Krzyżem „Za Zasługi dla ZHP”.
W latach 2008–2014 prezes zarządu Mareckiego Towarzystwa Sportowego „Marcovia 2000”. Od 2013 jest radnym miasta Marki.
Ma żonę Izabelę, również instruktorkę harcerską, i córkę.